# Armeniens U/19-fodboldlandshold
Armeniens U/19-fodboldlandshold er det nationale fodboldhold i Armenien for spillere under 19 år, og landsholdet bliver administreret af Հայաստանի Ֆուտբոլի Ֆեդերացիա.
| Fodbold | Spire Denne artikel om fodbold er en spire som bør udbygges. Du er velkommen til at hjælpe Wikipedia ved at udvide den. |